# Bændelorme
Bændelorm (Cestoda) er en klasse af fladorme, der lever som parasitter i en række hvirveldyr, herunder mennesket.
Bændelormens karakteristiske led dannes ved ormens hoved, kaldet scolex, der er få mm langt. De enkelte led, der kan blive op til et par cm, indeholder ormens æg. Leddene afstødes løbende og forlader kroppen med afføringen.
I de afstødte æg udvikles larver. De udstødte æg og bændelormens larver optages af en mellemvært, hvor larverne udvikler sig til tinter. Slutværten konsumerer mellemværten, hvorefter tinterne udvikler sig til kønsmodne bændelorme.
Den oftest forekommende bændelorm i Danmark er oksebændelorm (Taenia saginata), der kan blive mellem 3 og 10 meter lang. Visse bændelorme kan blive op til 30 meter lange.